# Крупнопалая ночница
Крупнопалая ночница (лат. Myotis macrodactylus) — летучая мышь семейства гладконосых летучих мышей, обитающая в Китае, Японии, Северной Корее, Южной Корее и России. Днём спит в пещерах и расщелинах скал, а ночью добывает насекомых возле рек и ручьев.

## Таксономия
Крупнопалая ночница была описана как новый вид в 1840 году голландским зоологом Конрадом Якобом Темминком. Он отнёс его к роду Vespertilio с научным названием Vespertilio macrodactylus. Голотип был собран в Японии.
Некоторые авторы ранее считали крупнопалую ночницу подвидом длиннопалой ночницы (Myotis capaccinii), но сейчас она широко признана полноценным видом. Имеет три подвида:
- M. m. continentalis Tiunov, 1997
- M. m. insularis Tiunov, 1997
- M. m. macrodactylus (Temminck, 1840)

## Биология и экология
Крупнопалая ночница — социальный вид: самцы и самки живут вместе колониями, которые могут насчитывать несколько сотен особей. Колонии могут также включать другие виды летучих мышей. Сезон размножения приходится на осень. Из-за задержки оплодотворения беременность наступает только весной. Самки рожают одного детеныша в июне или июле. Самки становятся половозрелыми незадолго до двух лет и остаются плодовитыми до пятнадцати лет.
Насекомоядна, ловит добычу в полете или схватывает насекомых с поверхности водоемов.

## Ареал и среда обитания
Встречается на Дальнем Востоке России и в Восточной Азии, включая Китай, Японию, Северную Корею, Южную Корею и Россию. Тесно связана с прибрежной средой обитания, поскольку добывает пищу над реками. Днюет в расщелинах скал, человеческих постройках и пещерах.